# Девід Кросс
Девід Кросс (англ. David Cross, нар. 4 квітня 1964) — американський комік, актор, режисер і письменник, знаний перш за все своїми стендап-виставами, скетч-шоу та ролями у комедійних фільмах, зокрема «Елвін та бурундуки», кінофраншизами «Панда Кунг-Фу», «Дуже страшне кіно 2», тощо.

## Біографія
Девід Кросс народився в місті Розвелл, штат Джорджія, в єврейській родині. Батьки Девіда — Баррі та Сузі, емігрували з Лідсу, (Англія, Велика Британія). Через шість місяців після його народження родина переїхала до Флориди. Після чергових переїздів до Нью-Йорку та Коннектикуту родина знову оселилася в Розвеллі, де Девід прожив майже десять років. Його родина була бідною. Батько покинув сім'ю коли Девідові було 10 років, вони не розмовляли з 19 років, хоча обидвоє проживали в основному в Нью-Йорку, поки Кросс не продав там свій будинок у 2011 році.
Найбільш відомий за фільмами «Елвін і бурундуки», «Елвін і бурундуки 2» і «Елвін і бурундуки 3D». У 2016 році Девід вирушив в стендап-комедійний тур «Знову Робимо Америку Величною!».

## Фільмографія

### Фільми
| Рік  | Українська назва                 | Оригінальна назва                        | Роль                                                     | Примітки                                 |
| ---- | -------------------------------- | ---------------------------------------- | -------------------------------------------------------- | ---------------------------------------- |
| 1995 | Дестіні вмикає радіо             | Destiny Turns on the Radio               | Ральф Делапоза                                           |                                          |
| 1996 | Правда про кішок та собак        | The Truth About Cats & Dogs              | Чоловічий голос на радіо / Чоловік з книжкового магазину |                                          |
| 1996 | Кабельник                        | The Cable Guy                            | менеджер з продажів                                      |                                          |
| 1996 |                                  | Waiting for Guffman                      | Експерт з НЛО                                            |                                          |
| 1997 |                                  | Who's the Caboose?                       | Jaded Guy                                                |                                          |
| 1997 | Люди в чорному                   | Men in Black                             | Ньютон                                                   |                                          |
| 1998 | Солдатики                        | Small Soldiers                           | Ірвін Вайфаєр                                            |                                          |
| 1998 | Тонка рожева лінія               | The Thin Pink Line                       | Томмі Дантсбарі                                          |                                          |
| 1999 |                                  | Can't Stop Dancing                       | Чепмен                                                   |                                          |
| 2000 | Телепні                          | Chain of Fools                           | Енді                                                     |                                          |
| 2001 | Світ примар                      | Ghost World                              | Джерольд                                                 |                                          |
| 2001 | Доктор Дулітл 2                  | Dr. Dolittle 2                           | Пес #2                                                   | голос                                    |
| 2001 |                                  | Pootie Tang                              | Pootie Tang Impostor                                     |                                          |
| 2001 | Дуже страшне кіно 2              | Scary Movie 2                            | Двайт Гартман                                            |                                          |
| 2001 |                                  | One Day…                                 | The Turd                                                 | короткометражка                          |
| 2002 | Романтичний злочин               | Life Without Dick                        | Рекс                                                     |                                          |
| 2002 | Люди в чорному 2                 | Men in Black II                          | Ньютон                                                   |                                          |
| 2002 | Мартін та Орлофф                 | Martin & Orloff                          | Ден Вассерман                                            |                                          |
| 2002 |                                  | Run Ronnie Run                           | Ronnie Dobbs / Pootie T / Chow Chow's voice              | також сценарист                          |
| 2003 | Мелвін йде на обід               | Melvin Goes to Dinner                    | керівник семінару                                        |                                          |
| 2004 | Вічне сяйво чистого розуму       | Eternal Sunshine of the Spotless Mind    | Роб Ікін                                                 |                                          |
| 2006 |                                  | Awesome; I Fuckin' Shot That!            | Nathaniel Hörnblowér                                     |                                          |
| 2006 | Вона - хлопець                   | She's the Man                            | Principal Gold                                           |                                          |
| 2006 |                                  | Curious George                           | Джуніор Блумсберрі                                       | голос                                    |
| 2006 | Школа негідників                 | School for Scoundrels                    | Ян Вінскі                                                |                                          |
| 2007 | Гуркіт                           | Crashing                                 | Людина в космосі                                         |                                          |
| 2007 |                                  | The Grand                                | Ларрі Шварцман                                           |                                          |
| 2007 | Мене там немає                   | I'm Not There                            | Аллен Гінзберг                                           |                                          |
| 2007 | Досягти Терри                    | Battle for Terra                         | Джідді                                                   | голос                                    |
| 2007 | Елвін та бурундуки               | Alvin and the Chipmunks                  | Ян Гавк                                                  |                                          |
| 2008 |                                  | The Toe Tactic                           | Тіммі                                                    | голос                                    |
| 2008 | Футурама: Звір з мільярдом спин  | Futurama: The Beast with a Billion Backs | Їво                                                      | голос запис на DVD                       |
| 2008 | Панда Кунг-Фу                    | Kung Fu Panda                            | Журавель                                                 | голос                                    |
| 2008 |                                  | The Legend of Secret Pass                | Лу                                                       | голос                                    |
| 2009 |                                  | Meltdown                                 | Гам Сендвіч                                              | короткометражка                          |
| 2009 | Початок часів                    | Year One                                 | Каїн                                                     |                                          |
| 2009 | Елвін та бурундуки 2             | Alvin and the Chipmunks: The Squeakquel  | Ян Гавк                                                  |                                          |
| 2010 | Мегамозок                        | Megamind                                 | Мініон                                                   | голос                                    |
| 2011 |                                  | Fight For Your Right Revisited           | Nathaniel Hörnblowér                                     | короткометражка                          |
| 2011 | Мегамозок: кнопка смерті         | Megamind: The Button of Doom             | Мініон                                                   | голос короткометражка                    |
| 2011 | Елвін та бурундуки 3             | Alvin and the Chipmunks: Chipwrecked     | Ян Гавк                                                  |                                          |
| 2011 | Панда Кунг-Фу 2                  | Kung Fu Panda 2                          | Журавель                                                 | голос                                    |
| 2011 |                                  | Demoted                                  | кен Кастро                                               |                                          |
| 2012 | Це катастрофа                    | It's a Disaster                          | Гленн Рендольф                                           |                                          |
| 2013 | Убий своїх коханих               | Kill Your Darlings                       | Луїс Гінзберг                                            |                                          |
| 2013 |                                  | The Gynotician                           | Gynotician                                               | короткометражка також сценарист          |
| 2014 |                                  | Hits                                     |                                                          | режисер та сценарист                     |
| 2014 |                                  | Obvious Child                            | Сем                                                      |                                          |
| 2015 |                                  | The Wolfpack Project                     |                                                          | документальний фільм виконавчий продюсер |
| 2015 | Ідеальний голос 2                | Pitch Perfect 2                          | Riff-Off Host                                            | Credited as Sir Willups Brightslymoore   |
| 2016 | Панда Кунг-Фу 3                  | Kung Fu Panda 3                          | Журавель                                                 | голос                                    |
| 2016 | Народний герой і веселий хлопець | Folk Hero & Funny Guy                    | Кріс Дероз                                               |                                          |
| 2017 | Секретне досьє                   | The Post                                 | Говард Саймонс                                           |                                          |
| 2021 | 8-бітне Різдво                   | 8-Bit Christmas                          | дилер                                                    |                                          |

### Серіали
| Рік            | Українська назва                 | Оригінальна назва                                | Роль                                                  | Примітки |
| -------------- | -------------------------------- | ------------------------------------------------ | ----------------------------------------------------- | --- |
| 1992–1993      | Шоу Бена Стіллера                | The Ben Stiller Show                             | театральний менеджер / бойфренд                       | 2 серії також сценарист нагорода Primetime Emmy за Outstanding Writing for a Variety, Music or Comedy Program (1993) |
| 1995           | Відро крові                      | A Bucket of Blood                                | Чарлі                                                 | всі серії |
| 1995–1998      | Містер Шоу з Бобом та Девідом    | Mr. Show with Bob and David                      | різні ролі                                            | 30 серій також постановник, сценарист, виконавчий продюсер                                                           |
| 1996–1997      | Шоу Дрю Кері                     | The Drew Carey Show                              | Ерл                                                   | 2 серії |
| 1996–1998      |                                  | NewsRadio                                        | Девід / Тео                                           | 2 серії |
| 1997–1998      | Доктор Кац                       | Dr. Katz, Professional Therapist                 | Девід (голос)                                         | 2 серії |
| 1997–2000      |                                  | Tenacious D                                      | Comic Dressed as Nun                                  | серія: «Angel in Disguise» також постановник, сценарист, виконавчий продюсер                                         |
| 1997           | Космічна примара                 | Space Ghost Coast to Coast                       | себе                                                  | серія «Gallagher» |
| 1998           | Геркулес                         | Hercules                                         | Страх (голос)                                         | серія «Hercules and the Owl of Athens»                                                                               |
| 1999–2003      | Журнал мод                       | Just Shoot Me!                                   | Донні Дімавро                                         | 3 серії |
| 2000           | Незнайомці з цукерками           | Strangers with Candy                             | Dr. Trepanning                                        | серія «Is My Daddy Crazy?»                                                                                           |
| 2001           | Домашнє відео                    | Home Movies                                      | Guy in Grocery Store (голос)                          | серія «Brendon's Choice»                                                                                             |
| 2002–2008      | Aqua Teen Hunger Force           | Aqua Teen Hunger Force                           | Happy Time Harry / Bert Banana (голоси)               | 3 серії |
| 2003–2004      | Олівер Бін                       | Oliver Beene                                     | Олівер Бін в майбутньому (голос)                      | 23 серії |
| 2003           | Король Гори                      | King of the Hill                                 | Ворд Реклі (голос)                                    | серія «Witches of East Arlen»                                                                                        |
| 2003–2004      |                                  | Crank Yankers                                    | Бенджамін дюбуа / Рей Шанті (голоси)                  | 2 серії |
| 2003–2006 2013 | Затримка в розвитку              | Arrested Development                             | доктор Тобіас Фюнке                                   | 60 серій |
| 2004           |                                  | Pilot Season                                     | Бен (голос)                                           | 2 серії |
| 2005           | Том йде до мера                  | Tom Goes to the Mayor                            | Тодд (голос)                                          | серія «Calcucorn» |
| 2005–2007      | Звіт Кольбера                    | The Colbert Report                               | Рас Лібер (голос)                                     | 7 серій |
| 2006           | Школа О'Грейді                   | O'Grady                                          | Ренді Гарніш (голос)                                  | серія «Big Jerk on Campus»                                                                                           |
| 2006           |                                  | Wonder Showzen                                   | T-Totaled Timbo / Junkyard Jessip / Storytime Hostage | 3 серії |
| 2006           |                                  | Freak Show                                       | Бенні/ Прімі / різні голоси                           | 7 серій також постановник, сценарист, виконавчий продюсер                                                            |
| 2006           | Гріфіни                          | Family Guy                                       | Джері Кірквуд (голос)                                 | серія «Prick Up Your Ears»                                                                                           |
| 2007–2008      |                                  | Tim and Eric Awesome Show, Great Job!            | Pizza Boy / Pussy Doodles Artist / Lou                | 3 серії |
| 2007           | Закон і порядок: Злочинний намір | Law & Order: Criminal Intent                     | Ронні Чейс                                            | серія «Bombshell» |
| 2007           |                                  | Odd Job Jack                                     | Джуліус Джі (голос)                                   | серія «King Ho» |
| 2008           |                                  | David's Situation                                | Девід                                                 | пілотна серія також постановник, сценарист                                                                           |
| 2008           |                                  | Human Giant                                      | Пітер Барнс                                           | 2 серії |
| 2009           |                                  | Important Things with Demetri Martin             | співрозмовник                                         | серія «Chairs» |
| 2009           |                                  | Paid Programming                                 |                                                       | пілотна версія також постановник                                                                                     |
| 2010–2011      |                                  | Running Wilde                                    | Доктор Енді Вікс                                      | 7 серій |
| 2010–2012 2016 |                                  | The Increasingly Poor Decisions of Todd Margaret | Тодд Маргарет                                         | 18 серій також постановник, сценарист, виконавчий продюсер                                                           |
| 2011           | Арчер                            | Archer                                           | Ноа (голос)                                           | 3 серії |
| 2011           |                                  | Soul Quest Overdrive                             | Берт (голос)                                          | 6 серій |
| 2011–2012      | Американська сімейка             | Modern Family                                    | Двейн Бейлі                                           | 3 серії |
| 2012           |                                  | Mary Shelley's Frankenhole                       | Джим Белуші / Джон Белуші (голоси)                    | серія «Robert Louis Stevenson's Belushi»                                                                             |
| 2012–2013      |                                  | Comedy Bang Bang                                 | Шеф / себе                                            | 2 серії |
| 2013–2014      |                                  | The Heart, She Holler                            | Джек                                                  | 12 серій |
| 2014           | Рік та Морті                     | Rick and Morty                                   | принц Небулон (голос)                                 | серія «M. Night Shaym-Aliens!»                                                                                       |
| 2014           | Спільнота                        | Community                                        | Ганк Гікі                                             | серія «Advanced Advanced Dungeons & Dragons»                                                                         |
| 2014           |                                  | Dead Boss                                        | Дерек Бріджес                                         | пілотна версія |
| 2014           |                                  | Maron                                            | себе                                                  | серія «Marc's Family»                                                                                                |
| 2014           |                                  | Drunk History                                    | Baron von Steuben                                     | серія «Philadelphia»                                                                                                 |
| 2015           | Притулок                         | Asylum                                           | Хуан Пабло                                            | серія «Project Siren»                                                                                                |
| 2015           |                                  | TripTank                                         | Джек (голос)                                          | серія «Precipice of Yesterday»                                                                                       |
| 2015           |                                  | W/ Bob & David                                   | різні ролі                                            | 4 episodes також постановник, сценарист, виконавчий продюсер                                                         |
| 2016           | Незламна Кіммі Шмідт             | Unbreakable Kimmy Schmidt                        | Расс Шнайдер                                          | 3 серії |

### Музичні відеокліпи
| Рік  | Назва                                 | Роль       |
| ---- | ------------------------------------- | ---------- |
| 1997 | «Watery Hands» by Superchunk          | актор      |
| 1997 | «Sugarcube» by Yo La Tengo            | актор      |
| 2004 | «10 A.M. Automatic» by The Black Keys | режисер    |
| 2005 | «Juicebox» by The Strokes             | актор      |
| 2005 | «Use It» by The New Pornographers     | актор      |
| 2006 | «Vicarious» DVD by Tool               | коментатор |
| 2011 | «Make Some Noise» by Beastie Boys     | актор      |

### Відеогри
| Рік  | Назва                         | Роль           | Примітки                                     |
| ---- | ----------------------------- | -------------- | -------------------------------------------- |
| 2004 | Halo 2                        | Marine (голос) | Премія G-Phoria за Найкращий чоловічий голос |
| 2004 | Grand Theft Auto: San Andreas | Зеро (голос)   |                                              |